# Maria Teresa de Filippis

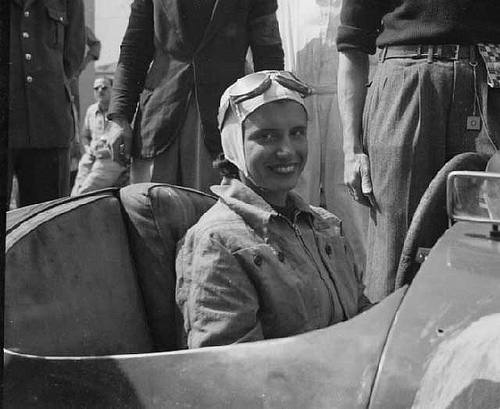
Maria Teresa de Filippis in 1949

Maria Teresa de Filippis (Napels, 11 november 1926 – Scanzorosciate, 9 januari 2016) was een Italiaanse autocoureur, de eerste vrouwelijke coureur in de Formule 1.
Begin jaren vijftig behaalde De Filippis goede resultaten in nationale autowedstrijden. In 1958 deed ze met hulp van haar vriend Luigi Musso mee aan vier Grote Prijzen met haar Maserati 250F. Voor haar eerste race in Monte Carlo wist ze zich niet te kwalificeren. Haar tweede race, op Spa-Francorchamps, was meteen haar succesvolste: ze behaalde hier de tiende plaats. De overige twee wedstrijden in Portugal en Italië reed ze beide niet uit door problemen met de motor.
In 1959 tekende ze bij het Behra-Porsche-team van teamleider Jean Behra. Toen Behra overleed na een raceongeluk op het als gevaarlijk bekendstaande circuit AVUS bij Berlijn, stopte De Filippis met racen.
De Filippis is een zus van autocoureur Luigi de Filippis. Ze overleed in 2016 op 89-jarige leeftijd.
- International Standard Name Identifier: 0000 0004 3071 9032
- Library of Congress Control Number: no2014036477
- Virtual International Authority File: 308181218
- WorldCat: E39PBJkMPgBVbjp7BchCbrw9jC